# Herbert Hiebsch
Herbert Hiebsch (geboren 13. Juni 1905 in Werbitz, Österreich-Ungarn; gestorben 22. November 1948 in Winterbach, Württemberg) war ein deutsch-tschechischer Musikwissenschaftler und nationalsozialistischer Musikfunktionär.

## Leben
Herbert Hiebsch war ein Großneffe des Wiener Musiktheoretikers Josef Hiebsch. Er studierte von 1924 bis 1928 Jura an der Deutschen Universität Prag und daneben von 1924 bis 1934 an der Deutschen  Akademie für Musik und darstellende Kunst in Prag Musiktheorie und Komposition bei Fidelio F. Finke und Klavier bei F. Langer. Er wurde 1929 zum Dr. jur. promoviert und wurde nach der Richteramtsprüfung 1934 als Richter in Prag und in Kuttenberg eingesetzt. Hiebsch gründete in Böhmen mehrere Anton-Bruckner-Gesellschaften. 1931 veröffentlichte er einen Roman über Anton Bruckner. Seit Mitte der 1930er Jahre war er aktives Mitglied der Sudetendeutschen Partei und des Bundes der Deutschen in Böhmen. Ende 1938 stand Hiebsch auf einer Liste von Musiklehrern der Deutschen Akademie für Musik, die aus einer schwarzen Kasse des Deutschen Reiches vom sudetendeutschen Abgeordneten Ernst Kundt finanziell unterstützt wurden.
Hiebsch beantragte am 11. April 1939 die Aufnahme in die NSDAP und wurde rückwirkend zum 1. April desselben Jahres aufgenommen (Mitgliedsnummer 7.100.549). Er erhielt nach der deutschen Besetzung der Tschechoslowakei eine Reihe von Ämtern und Funktionen in der deutschen Verwaltung des Protektorats Böhmen und Mähren. Er war im August 1940 Leiter des deutschen Volksbildungswerks Prag. Von 1940 bis Kriegsende war er in Prag Musikreferent bei der Kulturabteilung des Deutschen Staatsministeriums für das Protektorat Böhmen und Mähren und Leiter des Prager Kulturamts der NSDAP. Ab 1941 war er Geschäftsführer der Deutschen Musikgesellschaft und der Deutschen Musikwochen. Hiebsch war außerdem Kreiswart der NS-Organisation Kraft durch Freude. Er schrieb in den deutschsprachigen Publikationen Böhmen und Mähren und Der neue Tag. Finke komponierte den Hymnus O Herzland Böhmen nach einem Gedicht Hiebschs, der 1942 zur Aufführung kam.
Nach Kriegsende und Flucht leitete Hiebsch die Volkshochschule in Schorndorf.

## Schriften (Auswahl)
- Das göttliche Finale. Zürich : Amalthea-Verl., 1931
- Zur Aufführung der Domszene aus Finkes „Jakobsfahrt“, in: Deutsche Zeitung Bohemia, 27. Juni 1935, S. 6
- Bruckners Urfassungen. Zur Aufführung der 5. Sinfonie im Rahmen der Prager Kulturwoche, in: Der neue Tag, 8. Juni 1939
- Deutsche Musik in Prag, in: Böhmen und Mähren. Blatt des Reichsprotektors in Böhmen und Mähren, herausgegeben von Staatssekretär SS-Gruppenführer Karl Hermann Frank, Hauptschriftleiter: Friedrich Heiss. Prag, Volk und Reich Verlag, Heft 5, August 1940
- Zum 50. Geburtstag des Komponisten Fidelio Friedrich Finke, In: Böhmen und Mähren, 1941, S. 418